# Gary Oak
Gary Oak (Japans: Shigeru Okido) is een personage uit de Pokémon-anime.
Hij is de kleinzoon van Professor Oak en de rivaal van Ash Ketchum. Hij woont in Pallet Town.
Zijn eerste verschijning was in Aflevering 1: Pokémon, Ik kies jou!. In de eerste 7 seizoenen werd hij ingesproken door Bram Bart in de Nederlandse versie. In seizoen 9 en 10 werd hij ingesproken door Robin Rienstra, in seizoen 11 en 12 werd hij ingesproken door Leon Wiedijk en in seizoen 24 en 25 werd hij ingesproken door Jary Beekhuizen. Zijn Engelse stem is ingesproken door James Carter Cathcart, ook bekend onder zijn pseudoniemen Jimmy Zoppi en Billy Beach.

## Biografie en verhaal
Gary is de rivaal van Ash Ketchum. Hij is gebaseerd op het personage Blue. Net als zijn tegenhanger Blue, is Gary afkomstig uit Pallet Town en is de kleinzoon van de beroemde Pokémon onderzoeker Professor Oak. 
De rivaliteit tussen Ash en Gary ontstond doordat beiden de beste Pokémon-trainers willen worden, ver voor ze aan hun reis door Kanto begonnen. Tijdens het vissen vingen ze een lege Pokébal. Na enkele strubbelingen brak deze in twee. Ash en Gary bewaarden elk de helft van deze gebroken Pokébal. 
Gary is in het eerste seizoen van de serie arrogant. Ash en Gary ontmoeten elkaar vaak tijdens hun reizen waarbij Gary steeds opschept en Ash een verliezer noemt. In de eerste aflevering verslaapt Ash zich waardoor Gary hem voor is om zijn eerste Pokémon op te halen. In het eerste seizoen wordt hij steeds vergezeld door cheerleaders, die hem aanmoedigen en zijn naam roepen. Gary denkt meestal dat Ash een slechte trainer is. Net als Ash, verzamelt Gary Gym Badges en neemt deel in de Pokémon League toernooien; Johto en Kanto. In Kanto wint Gary 10 badges en is Ash steeds een stapje voor. Zijn eerste Pokémon-gevecht in beeld was tegen Giovanni, de leider van Team Rocket. Gary lijkt dit gevecht te winnen, tot Giovanni Mewtwo inzet en Gary uiteindelijk de match verliest. Nadat Ash Team Rocket heeft verslagen in een Pokémongevecht vindt Gary Ash een goede trainer, maar nog steeds denkt Gary dat hij kampioen zal worden in de Indigo League. Tijdens de Indigo League wordt Gary in de vierde ronde uitgeschakeld, waardoor hij het niet tegen Ash kan opnemen, en Gary begint aan een andere reis. 
Aan het einde van het tweede seizoen ontmoeten Ash en Gary elkaar opnieuw en houden ze hun eerste Pokémongevecht, namelijk Ash's Pikachu tegen Gary's Eevee. De cheerleaders reizen echter niet meer mee. Eevee kan Pikachu makkelijk verslaan. Na dit gevecht vertrekt Gary naar Johto om deel te nemen aan de Johto League, waar Ash ook aan wil deelnemen. Tijdens de reis door Johto mindert de rivaliteit tussen Ash en Gary. In de Johto League heeft Ash een Pokémongevecht tegen Gary en wint deze wedstrijd. Ondanks het verschil in Pokémon-type wint Ash's Charizard van Gary's Blastoise. Na dit gevecht feliciteert hij Ash met deze overwinning en ziet hem als zijn gelijke. Na de afloop van de Johto League, besluit hij een carrière te maken in Pokémon-onderzoek.
Nadat Ash de Battle Frontier verslaat keren zowel Ash als Gary terug naar Pallet Town en houden een gevecht. Gary gebruikt zijn nieuwe Electivire tegen Ash' Pikachu. Electivire verslaat Pikachu gemakkelijk. Gary vertrekt daarna naar Sinnoh voor Pokémon onderzoek. Dit inspireert Ash om ook naar Sinnoh te reizen. Hier ontmoet Ash een nieuwe rivaal, namelijk Paul. Doordat Gary Pokémon onderzoeker wil worden, doet hij niet meer mee aan latere Pokémon leagues en verdwijnt de rivaliteit tussen hem en Ash. In tegenstelling tot vroeger helpt hij Ash. Zo helpt hij met het evolueren van Ash's Gligar en samen schakelen ze Team Galactic uit. 
Gary verschijnt later in de Best Wishes series in een flashback als een van Ash' vrienden. Hij verschijnt ook in enkele afleveringen van Pokémon Reizen, waarin hij deelneemt aan een project over de pokémon Mew, terwijl hij de wereld rondreist om zijn onderzoek uit te voeren. Hij herenigt zich met Ash, ontmoet Goh en vecht samen met het duo tegen Moltres. Er wordt onthuld dat hij regelmatig zijn grootvader bezoekt, waar allerlei pokémon verblijven. Gary overtuigt Goh ook om deel te nemen aan Project Mew, door zich te gedragen zoals hij was tijdens zijn rivaliteit met Ash. Gary blijkt later een van de Chasers voor Project Mew te zijn, naast Goh en Horace. Samen met de Project Mew Chasers slaagt hij erin Mew persoonlijk te ontmoeten.

## Pokémon
Net als de meeste Pokémon trainers, draagt Gary zes Pokémon bij zich.
Die draagt hij allemaal in Pokéballen, behalve Eevee die vaak op zijn schouder zit. Zijn eerste Pokémon is een Squirtle, die hij gekregen heeft van Prof. Oak. Hij is inmiddels al geëvolueerd in Blastoise.
Gary heeft enkele Pokémon die Ash ook heeft: Squirtle en Krabby. Enkel de Krabby van Ash evolueert in een Kingler. De Squirtle van Ash bereikt echter niet zijn eindevolutie.
Dit zijn de Pokémon die Gary heeft:
- Blastoise
- Arcanine
- Nidoking
- Krabby
- Doduo > Dodrio
- Nidoqueen
- Eevee > Umbreon
- Aerodactyl
- Hoothoot
- Magmar
- Alakazam
- Skarmory
- Kingdra
- Houndoom
- Fearow
- Pinsir
- Scizor
- Golem
- Electivire
- Shieldon

## Gymleider
Wanneer Gary een Pokémon-gevecht had tegen Team Rocket-leider Giovanni, de achtste Gymleider in Viridian City, verloor hij doordat Giovanni Mewtwo inzette. Mewtwo versloeg al Gary's Pokémon. Hij heeft dus nooit de Earth Badge kunnen winnen. Later neemt Gary de Gym van Giovanni over nadat hij besloten had met Team Rocket te stoppen.
Dit kun je ook zien in de spellen Pokémon Gold, Silver en Crystal, en Pokémon HeartGold en SoulSilver. Alleen hier wordt hij Blue genoemd.
Dit zijn de Pokémon die Blue gebruikt:
- Pidgeot
- Gyarados
- Rhydon > Rhyperior
- Arcanine
- Machamp
- Exeggutor
- Tyranitar

## Toernooien
Hoofdtoernooien:
- Indigo League - '10 badges- verslagen in ronde 4
- Johto League Silver Conference - 8 badges - Top 8
- Pokémon Race in Kanto - hij reed op zijn Arcanine.

## Prijzen
Badges:
- Kanto Regio: Boulder Badge, Cascade Badge, Thunder Badge, Rainbow Badge, Marsh Badge, Soul Badge, Volcano Badge en Coral Eye Badge.
- Johto Regio: Zephyr Badge, Hive Badge, Plain Badge, Fog Badge, Storm Badge, Mineral Badge, Glacier Badge en Rising Badge.